# Harmothoe cascabullicola
Harmothoe cascabullicola är en ringmaskart som beskrevs av Brito, Nuñez och Bacallado 1991. Harmothoe cascabullicola ingår i släktet Harmothoe och familjen Polynoidae. Inga underarter finns listade i Catalogue of Life.